# Raymond Cazelles
Raymond Cazelles (* 23. Juli 1917; † 2. Januar 1985) war französischer Historiker.
Er war Spezialist für das 14. Jahrhundert, Absolvent der École nationale des chartes (1945/46) und 1971 bis 1983 Konservator am Musée Condé in Chantilly. Ihm wurde der Prix Berger 1973 für Histoire de Paris aux XIIIème et XIVème siècles und der Prix Robert Christophe 1984 für Le Duc d’Aumale verliehen.

## Veröffentlichungen
- La Société politique et la crise de la royauté sous Philippe de Valois. 1958
- La rivalité commerciale de Paris et de Rouen au Moyen Âge. Compagnie française et compagnie normande. Librairie d’Argences, Paris 1971.
- Nouvelle histoire de Paris: De la fin du règne de Philippe Auguste à la mort de Charles V (1223–1380)., 1972
- Chantilly: Miracle des eaux. Alpina, 1975 ISBN 978-2-7000-0134-1
- Société politique, noblesse et couronne sous Jean le Bon et Charles V. 1982
- Le Duc d’Aumale: Prince au dix visages. Tallandier, Paris 1984, ISBN 2-235-01603-0
- mit Johannes Rathofer: Les Très Riches Heures du Duc de Berry. Faksimile-Verlag, Luzern 1984.
- mit Johannes Rathofer (Vorwort von Umberto Eco): Les Très Riches Heures du Duc de Berry. La Renaissance du Livre, Tournai 2003, ISBN 2-8046-0582-5.
- Etienne Marcel. La révolte de Paris. Tallandier, Paris 2006, ISBN 978-2-84734-361-8